# Cassi Thomson
Cassi Nicole Thomson (Queensland, 14 augustus 1993) is een in Australië geboren Amerikaanse actrice.

## Biografie
Thomson werd geboren in Queensland en woonde tot haar vijfjarige leeftijd op een ranch in Vanuatu. Hierna emigreerde zij en haar familie naar New Haven (Missouri) waar zij verder opgroeide. Nu leeft zij in Los Angeles.
Thomson begon in 2006 met acteren in de televisieserie Without a Trace, waarna zij nog meerdere rollen speelde in televisieseries en films.

## Filmografie

### Films
- 2018 Gloria Bell - als Virginia
- 2018 Pistachio - als Ava Allister
- 2017 12 Round Gun - als Sarah
- 2016 Where Are You, Bobby Browning? - als Maddie Brooks
- 2016 A Sunday Horse - als Elysse Dumar
- 2016 Hopeless, Romantic - als Alexis
- 2016 Storage Locker 181 - als Annette
- 2014 Left Behind - als Chloe Steele
- 2014 1000 to 1: The Cory Weissman Story – als Ally
- 2013 Grave Halloween – als Amber
- 2012 Teenage Bank Heist– als Abbie
- 2011 Rock the House – als Karen Peterson
- 2008 Our First Christmas – als Tory
- 2007 Marlowe – als Deb Rogers

### Televisieseries
Uitgezonderd eenmalige gastrollen.
- 2012-2014 Switched at Birth – als Nikki Papagus – 19 afl.
- 2009-2011 Big Love – als Cara Lynn – 20 afl.

- Bibsys: 15040840
- Bibliothèque nationale de France: cb16222209w (data)
- International Standard Name Identifier: 0000 0000 9171 5896
- Library of Congress Control Number: no2010132717
- Virtual International Authority File: 134233405
- WorldCat: E39PBJpV8rhGd4WgWD3xVDjt8C